# STP (Cuneo)
Società Trasporti Pubblici è stata una società a responsabilità limitata che si occupava del trasporto pubblico nelle province di Cuneo, Alessandria e Asti.
L'azienda faceva parte del Consorzio GrandaBus (provincia di Cuneo), del Consorzio SCAT (provincia di Alessandria) e del Consorzio COAS (provincia di Asti).
A decorrere dal 1º gennaio 2023 l'azienda è stata fusa per incorporazione all'interno di Bus Company.

## Storia
L'azienda nasce a partire dall'ex Bersezio & Meineri s.n.c. per adeguarsi alle prospettive di sviluppo dei trasporti urbani per le mutate esigenze dell’utenza in funzione della trasformazione del traffico cittadino e delle esigenze ambientali. La Ditta Bersezio & Meineri S.n.c. nacque il 1º luglio 1922 e da tale data ha sempre gestito il servizio pubblico di trasporto urbano del Comune di Cuneo. 
Nel 2019 l'azienda STP viene comprata dalla famiglia Galleano, già proprietaria di Bus Company.
Nel 2021 l'azienda cresce ancora con l'acquisizione da Autostradale dell'ex ARFEA (Aziende Riunite Filovie ed Autolinee), che operava nelle provincie di Asti ed Alessandria.
A decorrere dal 1º gennaio 2023 STP viene interamente assorbita da Bus Company, che rileva personale e mezzi. 

## Settori di attività
L'azienda operava servizi di trasporto interurbano nelle provincie di Asti ed Alessandria, con alcuni servizi che si estendono fino a Vercelli, Milano e Sassello (SV). Gestiva inoltre il trasporto urbano a Cuneo (in collaborazione con altre aziende del consorzio Grandabus) ed a Acqui Terme, Moncalvo e Tortona.